# Epipremnum moszkowskii
Epipremnum moszkowskii K.Krause – gatunek wieloletnich, wiecznie zielonych pnączy z rodziny obrazkowatych, pochodzący z zachodniej Nowej Gwinei, zasiedlający lasy wiecznie zielone.